# Revierlöwen Oberhausen
Die Revierlöwen Oberhausen waren eine professionelle Eishockey-Mannschaft, die in der Stadt Oberhausen beheimatet war. Der Klub stand in der Tradition der Ratinger Löwen und wurde erst im Zuge des Standortwechsels im Sommer 1997 in EC Revier Löwen Oberhausen Eishockey GmbH umbenannt. Ihre Heimspiele trugen die Revierlöwen zunächst in der Arena Oberhausen aus, ehe der Verein nach dem Konkurs in die in Gelsenkirchen gelegene Emscher-Lippe-Halle umziehen musste.

## Geschichte

### Der Umzug von Ratingen nach Oberhausen (1997)
Die DEL-Mannschaft des EC Ratingen bildete 1997 die Ausgangsbasis für die nach dem Umzug in die neue Oberhausener Arena (damals modernste Halle Deutschlands) entstandene EC Revier Löwen Oberhausen Eishockey GmbH.

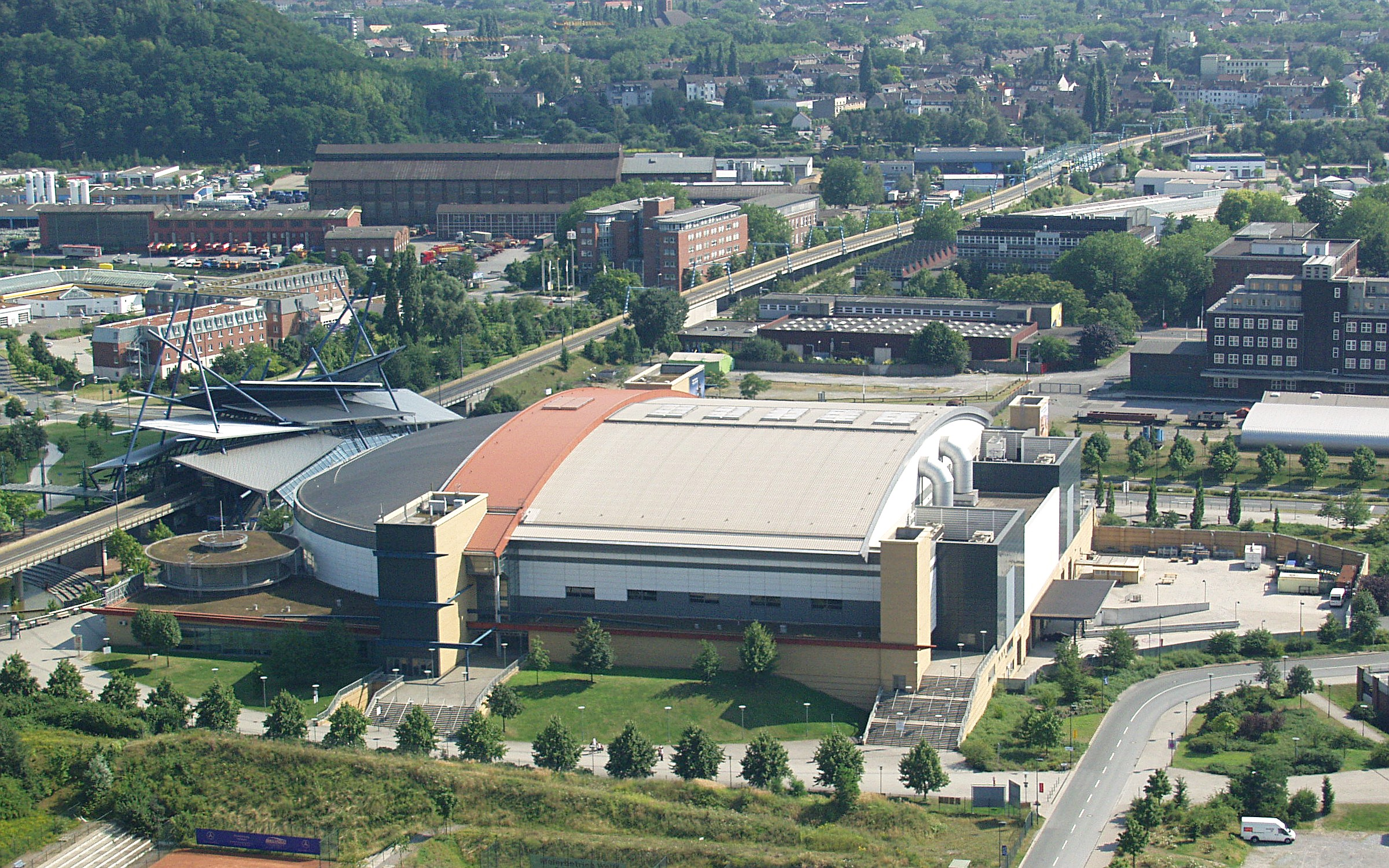
Die König-Pilsener-Arena in Oberhausen

Der Verein sollte ursprünglich weiterhin den Nachwuchsspielbetrieb in Ratingen durchführen, während die Profimannschaft ihre DEL-Meisterschaftsspiele in der Arena Oberhausen absolvierte, was aber durch die Gründung der Ratinger Ice Aliens im Sommer 1997 erschwert und später verhindert wurde. In der Saison 1997/98 spielten noch eine Regionalliga-Amateurmannschaft sowie sieben Jugendmannschaften unter dem Namen EC Ratingen „Die Löwen“. Die Amateurmannschaft schaffte in dieser Saison die Qualifikation für die Aufstiegsrunde, wurde dort aber Letzter.
Der Umzug nach Oberhausen sollte der Rettung der damals in finanzielle Schwierigkeiten geratenen Löwen dienen. Darüber hinaus war mit der Arena, der Infrastruktur und dem relativ bevölkerungsreichen Umfeld eine professionelle Ausgangsbasis garantiert. Die Revierlöwen waren die erste deutsche Eishockeymannschaft, die – wie vorher nur in der National Hockey League geschehen – in eine andere Stadt wechselte. Später folgten die München Barons diesem Beispiel und verlegten ihren Standort nach Hamburg.

### Die Zeit in der DEL und der Lizenzverkauf nach Ingolstadt (1997–2002)
Die Revierlöwen Oberhausen spielten in der Saison 1997/98 zum ersten Mal in der Deutschen Eishockey Liga. Die Mannschaft erreichte den dreizehnten Platz und konnte den Klassenerhalt erst in der anschließenden Qualifikationsrunde sichern. Ein Jahr später startete der Klub mit einem Minus von rund 750.000 Euro in die Saison und verblieb trotz eines letzten Platzes nach der Hauptrunde in der Liga, da es keine Abstiegsregelung gab. Diese wurde erst zur Spielzeit 1999/00 wiedereingeführt.
| Saison  | Liga | Hauptrunde | Play-offs      |
| ------- | ---- | ---------- | -------------- |
| 1997/98 | DEL  | 13. Platz  | 1. Quali-Runde |
| 1998/99 | DEL  | 14. Platz  | −              |
| 1999/00 | DEL  | 14. Platz  | 6. Platz↓      |
| 2000/01 | DEL  | 6. Platz   | Viertelfinale  |
| 2001/02 | DEL  | 13. Platz  | −              |

↓Abstiegsrunde
In dieser platzierten sich die Revierlöwen erneut in der unteren Tabellenhälfte. In der anschließenden Abstiegsrunde belegte die Mannschaft den sechsten Platz und konnte somit ein weiteres Mal in der Liga bleiben. Zu diesem Zeitpunkt war der Zuschauerschnitt, wie schon in den Jahren zuvor, hinter den Erwartungen zurückgeblieben. Mit nur 3095 Zuschauern pro Spiel, blieb die 10.500 fassende Arena Oberhausen halbleer. Oftmals spielte das Team vor weniger als 2000 Fans und stellte damit des Öfteren DEL-Negativrekorde auf.
Der Zuschauerschnitt stieg erst in der folgenden Spielzeit, als sich die Revier Löwen nach der Hauptrunde auf dem sechsten Rang befanden und erstmals in ihrer Geschichte in die Play-offs einziehen konnten. Dort schieden die Oberhausener in der ersten Runde, im Play-off-Viertelfinale, gegen den späteren Vizemeister München Barons mit 0:3 Spielen aus. Mit durchschnittlich 4300 Zuschauern pro Ligaspiel stieg der Zuschauerzuspruch gegenüber der Vorsaison um 1300. Bei einem Spiel gegen die Kölner Haie im Dezember 2000 besuchten 9000 Menschen die Arena. Dies war der bis dahin größte Wert in der Vereinsgeschichte.
Zum Ende der Saison 2001/02 gab es erste organisatorische sowie finanzielle Probleme. Schon wenige Jahre nach dem Umzug zerstritt sich das Management der Revier Löwen mit dem Hallenbesitzer. Streitpunkte waren die „zu hohe Hallenmiete“, keine Beteiligung an sonstigen Einnahmen, eingeschränkte Werbemöglichkeiten und die ungünstigen Nutzungsmöglichkeiten, da die Halle an den klassischen Spieltagen (Freitag beziehungsweise Sonntag) meist durch andere Veranstaltungen belegt war. So musste die Heimspiele häufig an einem Dienstag oder in Ausnahmefällen in einer anderen Stadt ausgetragen werden. Schließlich scheiterten die Verhandlungen über einen neuen Mietvertrag.
In der folgenden Zeit arbeiteten die Verantwortlichen der Revierlöwen an den Plänen für eine neue Heimspielstätte. Schließlich gab es Pläne über den Umbau des sich in Oberhausen befindlichen „Gartendom“. Dieser sollte in eine DEL-taugliche Eishalle umgebaut werden. Dieses Projekt wurde mit Kosten von rund 12 Millionen Euro veranschlagt. Da den Revier Löwen Oberhausen die Spiellizenz unter Auflage des Nachweises einer tauglichen Spielstätte erteilt wurde, wäre der Lizenzentzug zwangsläufig gekommen. Vor Ablauf der Frist wurden jedoch sowohl die Spiellizenz, als auch die Gesellschafteranteile an der DEL Betriebsgesellschaft mbH nach Ingolstadt verkauft. Von dem Verkaufserlös (im hohen sechsstelligen Bereich) flossen jedoch jeweils ein Drittel an die insolventen Moskitos aus Essen und die Capitals aus Berlin. Bedingt durch die Einstellung des Spielbetriebes, vermindertem Zufluss des Verkaufserlöses sowie eines Rechtsstreites mit der Finanzverwaltung wurde in der Folge ein Antrag auf Insolvenz gestellt und die Revier Löwen GmbH nach Abwicklung im Handelsregister gelöscht.

### Neugründung und Auflösung (2002 bis 2007)
| Saison  | Liga | Hauptrunde | Endrunde  |
| ------- | ---- | ---------- | --------- |
| 2003/04 | RL   | 3. Platz   | 1. Platz↑ |
| 2004/05 | OL   | 10. Platz  | 1. Platz↓ |
| 2005/06 | OL   | 17. Platz  | 6. Platz↓ |

↑ ↓ in der Auf- bzw. Abstiegsrunde
Die Revierlöwen Oberhausen e. V. gründeten sich im Sommer 2002 aus der Revierlöwen Oberhausen Eishockey GmbH und nahmen ab der Saison 2003/04 am Spielbetrieb der Regionalliga-NRW teil. Bereits in der ersten Spielzeit qualifizierte sich der Klub für die Oberliga-Saison 2004/05. Nach Erfüllung der Voraussetzungen für die Lizenzerteilung wurden die Revierlöwen auf der ESBG-Versammlung in die Gruppe Nord-Ost eingeteilt.
Seitdem wurden die Heimspiele in der Emscher-Lippe-Halle in Gelsenkirchen ausgetragen, da keine eigene Spielstätte in Oberhausen zur Verfügung stand. Unter dem Namen Revierlöwen Oberhausen nahmen seit Sommer 2003 auch die Mannschaften des EHC Gelsenkirchen am Spielbetrieb teil. 2005 wurde eine Kooperation mit den Iserlohn Roosters aus der Deutschen Eishockey Liga vereinbart. Den Revierlöwen standen somit fortan einige Förderlizenz-Spieler der Roosters zur Verfügung.
Nachdem nach der Vorrunde der Saison 2005/06 ein Klassenerhalt nur über die Abstiegsrunde möglich war und dieser nicht erreicht wurde, wären die Revierlöwen eigentlich sportlich in die Regionalliga-NRW abgestiegen. Es erwies sich aber die Nichtdurchführbarkeit der Grundsatzbeschlüsse zur Ligeneinteilung, die von den zuständigen Gremien innerhalb der ESBG getroffen wurden, so dass die GmbH wieder an der Saison 2006/07 teilnehmen konnte. Jedoch war die GmbH aufgrund von finanziellen Außenständen nicht in der Lage, die benötigten Unterlagen für die Lizenzverlängerung zu besorgen und stellte daher am 15. Mai 2006 den Insolvenzantrag.
Der Verein Revierlöwen Oberhausen beabsichtigte ursprünglich, den Spielbetrieb in der Regionalliga-NRW in der Saison 2006/07 fortzusetzen, wenn die Eishalle in Oberhausen-Vonderort für Eishockeyspiele umgebaut würde. Nachdem der Verein mit seinem Konzept für die Halle in Oberhausen-Vonderort nicht den Zuschlag bekommen hatte, wurde für die Saison 2006/07 ein Jahr Spielpause angekündigt und Verhandlungen mit dem neuen Betreiber der Halle mit dem Ziel der Wiederaufnahme des Spielbetriebs in der Saison 2007/08 in der umgebauten Halle begonnen.
Am 15. April 2007 gab der Vorstand des Vereins bekannt, dass für die Saison 2007/08 erneut keine Mannschaft für den Spielbetrieb gemeldet wird. Der Grund war, dass ein Umbau der Halle in Vonderort aufgrund sich erhöhender Kosten zur Erfüllung der Vorgaben für den Eishockeyspielbetrieb nicht rechtzeitig realisierbar war.
Als Folge der Nichtaufnahme des Spielbetriebs war der Vorstand des Vereins aufgrund der dadurch fehlenden Einnahmen und der zugleich bestehenden finanziellen Belastungen in sechsstelliger Höhe gezwungen, den Antrag auf Eröffnung eines Insolvenzverfahrens zu stellen, der vom zuständigen Amtsgericht Duisburg jedoch am 24. Juli 2007 mangels Masse abgelehnt wurde. Der Verein Revierlöwen Oberhausen wurde am 14. Dezember 2007 mit Beschluss der Mitgliederversammlung aufgelöst.

## Spieler

### Mitglieder der Hockey Hall of Fame Deutschland

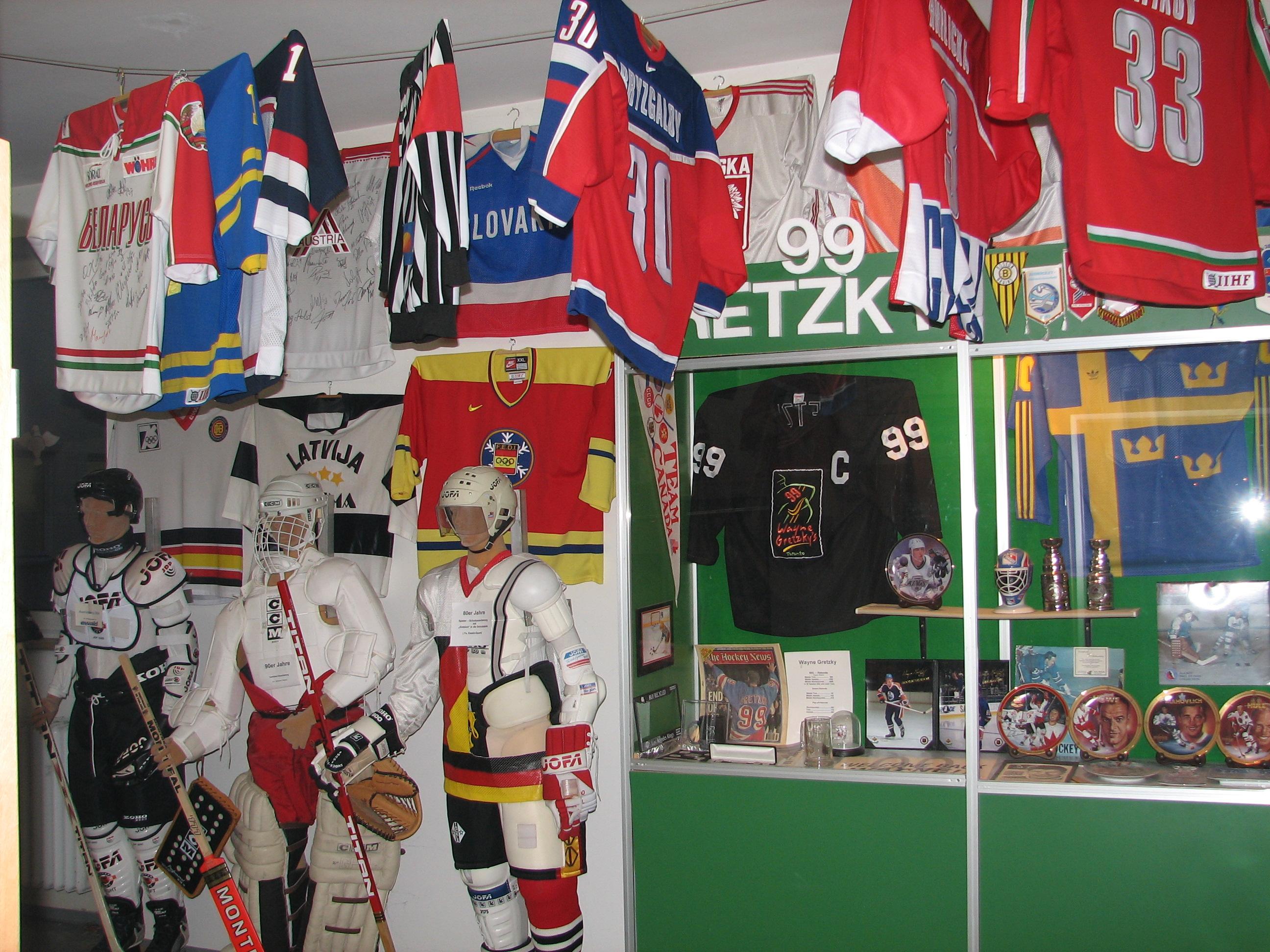
Innenraum des deutschen Eishockeymuseums in Augsburg

In die „Hall of Fame“ des deutschen Eishockeymuseums werden Persönlichkeiten aufgenommen, die sich um den Eishockeysport in Deutschland verdient gemacht haben. Von den aufgenommenen Akteuren wirkten in Oberhausen:
(Teamzugehörigkeit und Tätigkeit/Position in Klammern)
| - Peter Draisaitl (2000–2001, 2001–2002, Stürmer, Trainer) Peter Draisaitl war zwischen 2001 und 2002 Trainer der Revierlöwen Oberhausen. In dieser Zeit erreichte er mit dem Verein in der Saison 2001/02 den 13. Tabellenrang. Draisaitl wurde im Dezember 2001 entlassen und durch Mike Zettel ersetzt. | - Axel Kammerer (1995–1997, Sturm) Kammerer stand beim Vorgängerverein, den Ratinger Löwen unter Vertrag. Zwischen 1995 und 1997 absolvierte er 100 Ligaspieler für den ECR und erzielte dabei 33 Scorerpunkte. Nach dem Umzug im Jahr 1997 nach Oberhausen verließ er den Verein. |

### Weitere bedeutende ehemalige Spieler
(Teamzugehörigkeit und Position in Klammern)
| - Robert Hock (1999–2002, Sturm) Der 24-fache Nationalspieler Robert Hock stand zwischen 1999 und 2002 in Oberhausen unter Vertrag. Dabei gelang es ihm 140 Scorerpunkte zu erzielen. Hock gehört somit zu den erfolgreichsten Stürmern in der Vereinsgeschichte der Revierlöwen.                    | - Aleksandr Makritsky (1999–2002, Verteidigung) Der gebürtige Weißrusse Makritsky absolvierte 170 DEL-Spiele und erzielte dabei 21 Punkte. Damit hat er die meisten Ligapartien für die Rot-Grünen absolviert. Des Weiteren sammelte er in seiner Zeit in Oberhausen 237 Strafminuten. Dieser Wert ist der dritthöchste in der Historie der Oberhausener. |
| - Carsten Gosdeck (1997–1999, 2000–2002, Sturm) Gosdeck begann seine Profikarriere bei den Revierlöwen und stand bei dem Verein, mit einer Ausnahme in der Saison 1999/2000, bis zu seinem Lizenzentzug im Jahr 2002 unter Vertrag. Der Deutsche schloss sich anschließend den Iserlohn Roosters an. | - Ladislav Karabín (1999–2002, Sturm) Der ehemalige NHL-Spieler kam im Sommer 1999 aus der Slowakischen Extraliga vom HK VTJ Spisská Nová Ves nach Oberhausen. In den drei Jahren, die er für die Löwen aufs Eis ging, gehörte er zu den punktbesten Stürmern. Insgesamt gelangen ihm 107 Scorerpunkte.                                                   |
| - Jacek Płachta (1998–2000, Sturm) Jacek Płachta schnürte in zwei Spielzeiten die Schlittschuhe für die Revierlöwen Oberhausen. Der Deutsch-Pole wechselte anschließend zu den Schwenninger Wild Wings. Bis heute absolvierte der Offensivspieler über 500 DEL-Partien für sechs verschiedene Teams. | - Daniel Kreutzer (1997–1998, Sturm) Kreutzer trug in der Saison 1997/98 insgesamt 37 Mal das Trikot der Oberhausener und konnte dabei zwölf Mal punkten. Anschließend wechselte er zu den Kassel Huskies, bevor er sich im Sommer 2002 der DEG anschloss. Der Linksschütze kam außerdem bisher auf 164 A-Länderspiele.                                   |

### Teilnahmen von Spielern am ESBG All-Star Game
Das ESBG All-Star Game fand von 2006 bis 2008 jährlich statt und vereinte die besten Spieler der 2. Bundes- und Oberliga.
| Teilnahmen am All-Star-Game während der Teamzugehörigkeit |             |              |                       |
| Name                                                      | Position    | Teilnahme(n) | Team                  |
| André Grein                                               | Verteidiger | 2006         | Team Schwarz-Rot-Gold |

### Teilnahmen von Spielern am DEL All-Star-Game
Einige Spieler der Revierlöwen Oberhausen wurden für das DEL All-Star-Game nominiert, ein Freundschaftsspiel, welches von 1998 bis 2009 jährlich stattfand und in dem die herausragendsten Spieler der Deutschen Eishockey Liga gegeneinander antraten.
| Teilnahmen am All-Star-Game während der Teamzugehörigkeit |          |              |               |
| Name                                                      | Position | Teilnahme(n) | Team          |
| Aleksandrs Kerčs                                          | Stürmer  | 1999         | DEL All-Stars |
| Robert Hock                                               | Stürmer  | 2002         | DEL All-Stars |

## Trainer
| Zeitraum  | Trainer                                  |
| --------- | ---------------------------------------- |
| 1997/1998 | Bob Barnes, ab Sep. '98 Mike Zettel      |
| 1998/1999 | Mike Zettel, ab Okt. '98 Jiří Kochta     |
| 1999/2000 | Jiří Kochta, ab Okt. '99 Gunnar Leidborg |

| Zeitraum  | Trainer                                  |
| --------- | ---------------------------------------- |
| 2000/2001 | Gunnar Leidborg                          |
| 2001/2002 | Peter Draisaitl, ab Dez. '01 Mike Zettel |

## Spielstätten

### König-Pilsener-Arena

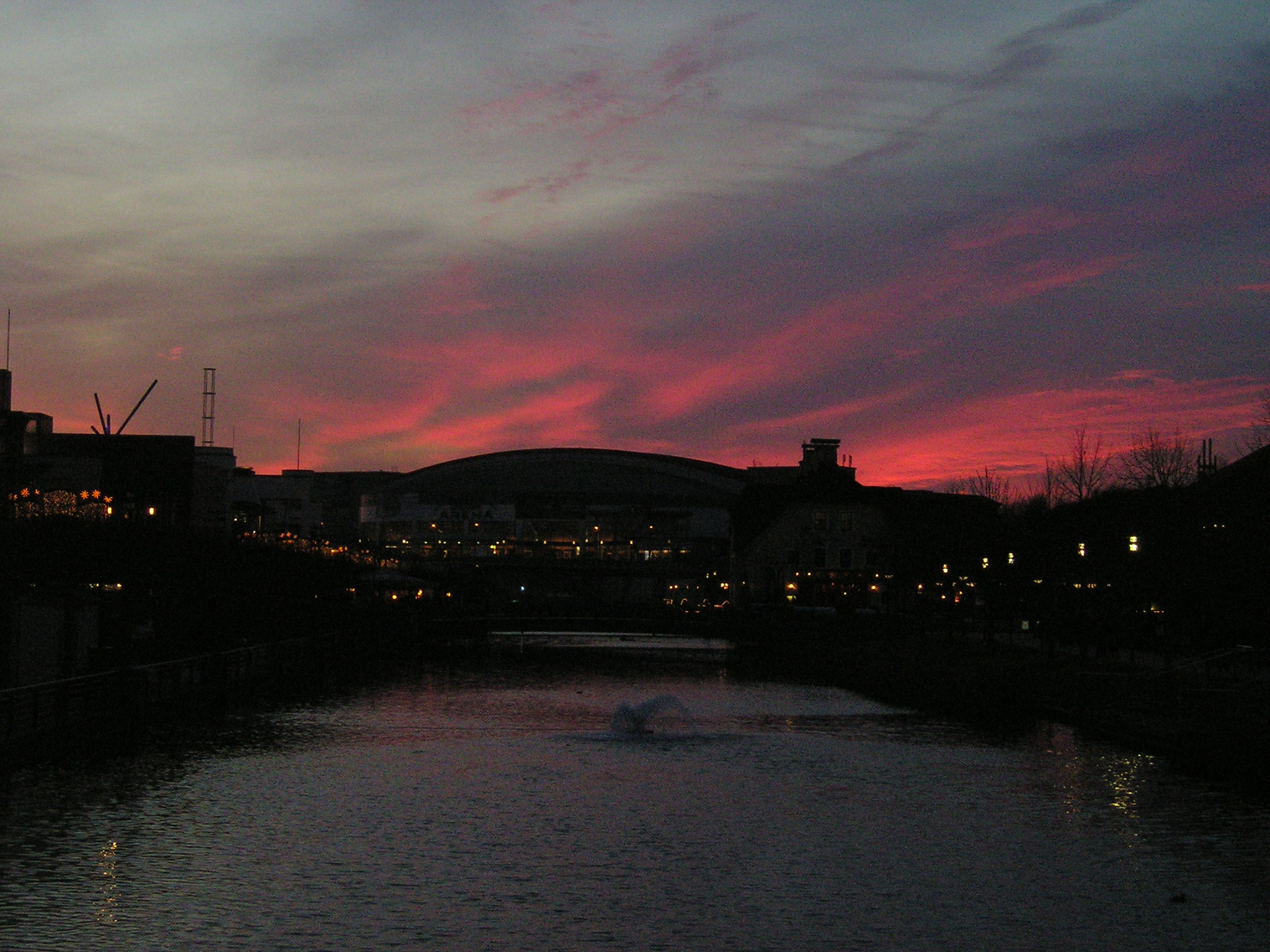
König-Pilsener-Arena von der Promenade

Die im Jahr 1996 eröffnete Multifunktionsarena war zwischen 1997 und 2002 die Heimspielstätte der Revierlöwen Oberhausen. Sie befindet sich auf einem ehemaligen Industriegelände und ist Teil der „Neuen Mitte Oberhausen“. Bei Heimspielen der Revierlöwen fasste die Halle bis zu 10.000 Zuschauer. Zum Ende der Saison 2001/02 kam es zum Streit zwischen den Verantwortlichen des Oberhausener Eishockeyvereins und dem Hallenbesitzer. Hierbei ging es vor allem um die Hallenmiete und die Nutzungsmöglichkeiten. Aus Sicht des Managements der Revierlöwen war die Hallenmiete nicht angemessen und zu hoch angesetzt. Darüber hinaus war die Arena häufig durch Veranstaltungen blockiert, sodass die Heimspiele auf andere Tage verlegt oder in einer anderen Stadt ausgetragen werden mussten. Letztendlich konnten sich beide Parteien nicht auf einen neuen Mietvertrag einigen.

### Gartendom
Kurz nachdem die Revierlöwen keinen neuen Mietvertrag für die König-Pilsener-Arena aushandeln konnten, gab es Pläne über eine neue Heimspielstätte in Oberhausen. Der „Gartendom“ sollte mit Hilfe einiger Investoren zu einer Eishalle nach DEL-Standard umgebaut werden. Zu einer Realisierung des Projekts kam es jedoch nicht.

### Emscher-Lippe-Halle
Zur Saison 2003/04 zogen die Revierlöwen Oberhausen in die Emscher-Lippe-Halle in Gelsenkirchen um. Da in Oberhausen keine geeignete Eishalle mehr zur Verfügung stand, war dieser Schritt nötig, um den Spielbetrieb des Vereins aufrechtzuerhalten. Die Emscher-Lippe-Halle befindet sich im Gelsenkirchener Stadtteil Erle und ist eine Mehrzweckhalle mit 2500 Sitzplätzen oder – je nach Bedarf – 5000 Stehplätzen. Sie ist Teil des „Sportparadieses“, bestehend aus einem Schwimmbad, einer Kegelbahn und der Mehrzweckhalle. Die Revierlöwen, die in der Folge auch mit dem dort ansässigen Eishockeyclub EHC Gelsenkirchen kooperierten, trugen ihre Heimspiele bis zum Ende der Oberliga-Saison 2005/06 in der Emscher-Lippe-Halle aus.